# ANBO VIII
L'ANBO VIII est un avion militaire de la Seconde Guerre mondiale, conçu en Lituanie en 1939 par Antanas Gustaitis et fabriqué par la Karo Aviacijos Tiekimo Skyrius.